# العلاقات السنغافورية القطرية
العلاقات السنغافورية القطرية هي العلاقات الثنائية التي تجمع بين سنغافورة وقطر.

## مقارنة بين البلدين
هذه مقارنة عامة ومرجعية للدولتين:
| وجه المقارنة                                              | سنغافورة                                                             | قطر           |
| --------------------------------------------------------- | -------------------------------------------------------------------- | ------------- |
| المساحة (كم2)                                             | 719                                                                  | 11.44 ألف     |
| عدد السكان (نسمة)                                         | 5.89 مليون                                                           | 2.64 مليون    |
| الكثافة السكانية (ن./كم²)                                 | 819.19 ألف                                                           | 230.77        |
| العاصمة                                                   | سنغافورة                                                             | الدوحة        |
| اللغة الرسمية                                             | لغة إنجليزية، اللغة الملايو، اللغة الصينية القياسية، اللغة التاميلية | اللغة العربية |
| العملة                                                    | دولار سنغافوري                                                       | ريال قطري     |
| الناتج المحلي الإجمالي (بليون دولار)                      | 323.91 مليار                                                         | 167.61 مليار  |
| الناتج المحلي الإجمالي (تعادل القوة الشرائية) بليون دولار | 472.59 مليار                                                         | 316.40 مليار  |
| الناتج المحلي الإجمالي الاسمي للفرد دولار أمريكي          | 52.89 ألف                                                            | 73.65 ألف     |
| الناتج المحلي الإجمالي للفرد دولار أمريكي                 | 82.76 ألف                                                            | 141.54 ألف    |
| مؤشر التنمية البشرية                                      | 0.925                                                                | 0.850         |
| رمز المكالمات الدولي                                      | +65                                                                  | +974          |
| رمز الإنترنت                                              | .sg                                                                  | .qa           |
| المنطقة الزمنية                                           | ت ع م+08:00، توقيت سنغافورة المنسق ‏                                  | ت ع م+03:00   |

## منظمات دولية مشتركة
يشترك البلدان في عضوية مجموعة من المنظمات الدولية، منها:
| علم المنظمة | اسم المنظمة                               | تاريخ انضمام سنغافورة | تاريخ انضمام قطر |
| ----------- | ----------------------------------------- | --------------------- | ---------------- |
|             | يونسكو                                    | 8 أكتوبر 2007         | 27 يناير 1972    |
|             | وكالة ضمان الاستثمار متعدد الأطراف        | 24 فبراير 1998        | 22 أكتوبر 1996   |
|             | الأمم المتحدة                             | 21 سبتمبر 1965        | 21 سبتمبر 1971   |
|             | الاتحاد البريدي العالمي                   | ?                     | ?                |
|             | البنك الدولي للإنشاء والتعمير             | 3 أغسطس 1966          | 25 سبتمبر 1972   |
|             | المنظمة الهيدروغرافية الدولية             | ?                     | ?                |
|             | الاتحاد الدولي للاتصالات                  | 22 أكتوبر 1965        | 27 مارس 1973     |
|             | منظمة حظر الأسلحة الكيميائية              | ?                     | ?                |
|             | مؤسسة التمويل الدولية                     | 4 سبتمبر 1968         | 11 أكتوبر 2008   |
|             | المركز الدولي لتسوية المنازعات الاستشارية | 13 نوفمبر 1968        | 20 يناير 2011    |
|             | منظمة التجارة العالمية                    | ?                     | ?                |
|             | منظمة الشرطة الجنائية الدولية             | ?                     | ?                |

## وصلات خارجية
- موقع وزارة الخارجية السنغافورية
- موقع وزارة الخارجية القطرية